# Michel Tonnerre
Michel Tonnerre, né à Quimperlé (Finistère) le 30 juin 1949, et mort à Lorient (Morbihan) le 3 juillet 2012, est un auteur-compositeur-interprète français. Il a fondé à Lorient en 1970 avec Mikaël Yaouank le groupe Djiboudjep avec lequel il a longtemps collaboré, avant de mener une carrière solo.

## Biographie
Michel Tonnerre a vécu à Groix. Son père était mareyeur groisillon. Il commence à écrire sérieusement à 18 ans au lycée Kersa à Paimpol. Il commence à jouer avec un ami guitariste devant des marins qui fréquentaient les bars de Lorient. Il crée avec des amis le groupe Djiboudjep, avec ses chansons et reprises qui deviendront peu de temps après des classiques de la chanson de marin, telles Quinze marins ou Satanicles.
Après être rentré dans l'entreprise de son père, il monte une affaire d'import-export avec un gros client espagnol et effectue là-bas un mois et demi de prison pour évasion de devises, relaxé en appel par le fisc français. De retour d'Espagne en 1987, l'entreprise familiale ayant fait faillite, Michel Tonnerre décide d'embarquer à bord du cargo d'un ami qui faisait du cabotage, puis de multiples voyages : Nouvelle-Calédonie, l'île des Pins, la Tasmanie, les Philippines, le Vanuatu, la Papouasie-Nouvelle-Guinée, les îles Salomon, l'Australie, La Réunion.
En revenant à Lorient, il commence une carrière solo, entouré de musiciens de renom, avec un premier album Fumier d'baleine. En 1996, il écrit, réalise et joue l'opéra pirate Libertalia. Le spectacle n'a été joué que deux fois à Ploemeur devant 700 personnes.
En 2008, il sort C'est la mer..., son 6e album studio, dans lequel il conte le périple de son grand-père embarquant moussaillon à La Rochelle, mais aussi les vies tumultueuses des flibustiers comme L'Olonois, ou Barbe Noire ainsi que la beauté et la furie de la mer. Son dernier album, sorti en 2012, s'intitule Ar mor.
Le chanteur meurt d'un cancer le 3 juillet 2012, à l'âge de 63 ans.

## Discographie

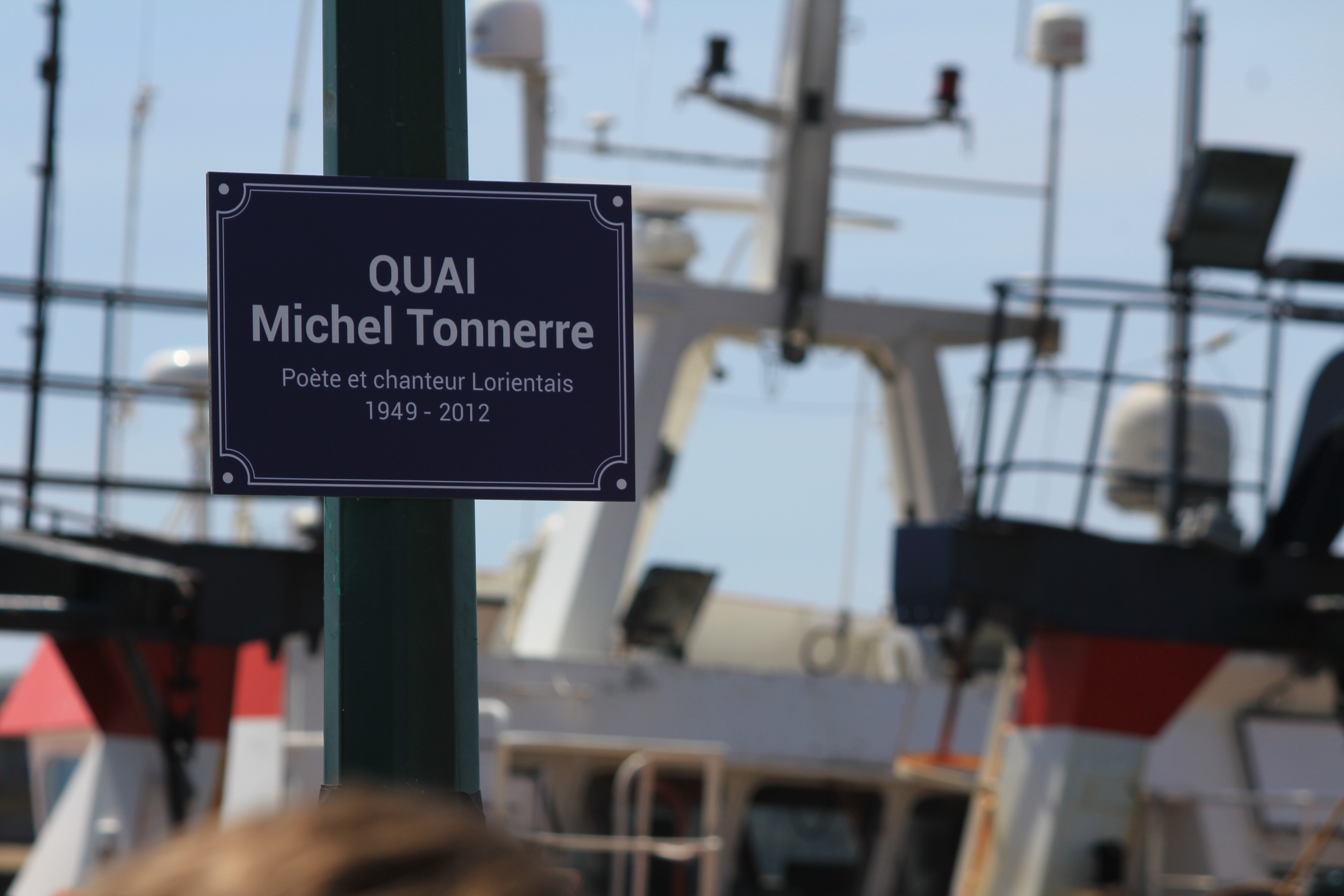
Plaque dédiée à Michel Tonnerre au port de pêche de Keroman à Lorient.

2001 : Voyage (Ciré Jaune)

## Quelques chansons
Il a signé 250 textes, parmi lesquels :
- Barbe noire
- C'est ma vie
- Le gabier noir
- Mon p'tit garçon[5]
- Le quatre mâts-barque
- Satanicles ("Matelot le vent est bon...")
- Quinze marins
- Saint Nazaire
- Les trois caps